# Windows To Go

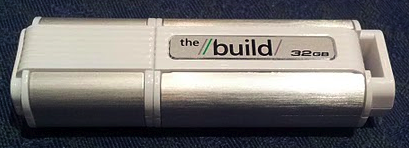
Een van de USB flash sticks uitgedeeld door Microsoft op de Build conferentie met Windows To Go voorgeïnstalleerd.

Windows To Go is een functie in Windows 8 en Windows 10 die ervoor zorgt dat het besturingssysteem kan worden opgestart en uitgevoerd vanaf een USB-massaopslagapparaat zoals USB-sticks en externe harde schijven.
Windows To Go is bedoeld om bedrijfsadministrators te voorzien van een Windows 8 of Windows 10 op hun eigen computer thuis die gelijkt op hun computer op het werk. Met Windows To Go richt Microsoft zich dus vooral op bedrijven. Windows To Go werd niet ondersteund door de alfa- en bètaversies van Windows 8. Toch deelde Microsoft op de Build Conferentie in september 2011 Windows To Go USB-sticks uit.

## Geschiedenis
Volgens ZDNet was de laatste keer dat Windows een gelijkaardige functie toevoegde aan hun besturingssysteem bij Windows 3.11.
Alhoewel Windows Embedded Standard 7 ook een functie bevatte waarbij je kon opstarten vanaf een USB-stick.
Na het lekken van Windows 8 build 7850 in april 2011, merkten sommige gebruikers op dat deze build een programma bevatte nl. "Portable Workspace Creator", het programma is bedoeld om opstartbare Windows 8 USB-sticks te maken, de zogenaamde Live USB's.
In september 2011 maakte Microsoft Windows To Go officieel bekend op de Build Conference, en verdeelde opstartbare USB sticks van 32GB met Windows To Go voorgeïnstalleerd.
Licentievoorwaarden werden niet besproken toen Windows To Go werd voorgesteld.

## Veiligheidsmaatregelen
Als een veiligheidsmaatregel om gegevensverlies te voorkomen ‘bevriest’ Windows het gehele systeem als de USB stick wordt verwijderd. Het systeem werkt verder als de USB stick binnen de 60 seconden terug ingeplugd wordt. Als de USB stick niet binnen de 60 seconden wordt aangesloten, dan wordt deze afgesloten om te voorkomen dat mogelijke vertrouwelijke of gevoelige informatie wordt weergegeven op het scherm of opgeslagen in het RAM geheugen.
Ook is het mogelijk om het Windows To Go station of USB stick te beveiligen met BitLocker.

## Technische details
Volgens Microsoft is een Windows To Go station bruikbaar wanneer het gemaakt is met de Windows Imaging Format: ImageX.
Windows To Go werkt op USB 2.0 en op USB 3.0 verbindingen en op legacy BIOS en UEFI firmware.
De eerste keer dat Windows To Go opstart op een computer, installeert het de drivers die nodig zijn om te kunnen werken met de hardware van de computer. Heropstarten is hierbij niet nodig en Windows 8 wordt vervolgens opgestart. Windows To Go ondersteunt enkel live USB met een opslagcapaciteit van 32GB.

## Reacties
Simon Bisson, schrijver van ZDNet noemt Windows To Go “Een van de meest interessante functies in Windows 8, zelfs wanneer we een USB 2.0 poort gebruikten was de prestatie goed zonder waarneembare vertraging. ”men noemt het “een zeer handige manier om Windows 8 te gebruiken”.
Anand Lal Shimpi van Anandtech merkt op "Alhoewel het niet de oplossing is met de beste prestatie is Windows To Go een interessante oplossing voor een goed toegankelijkheid voor nieuwe hardware bij bedrijfsclienten”.